# دن سالیون
دن سالیون (انگلیسی: Dan Sullivan؛ زادهٔ ۱۳ نوامبر ۱۹۶۴) سناتور ایالات متحده آمریکا از آلاسکا است. سالیون که عضو حزب جمهوریخواه است، در انتخابات ۴ نوامبر سال ۲۰۱۴ با شکست دادن سناتور مارک بگیچ به عضویت در سنا برگزیده شد، ولی به دلیل نزدیک بودن این رقابت تعیین برنده تا ۱۲ نوامبر ۲۰۱۴ به طول انجامید.